# NGC 1202
NGC 1202 je galaksija u zviježđu Eridan.

## Vanjske poveznice
- SEDS: NGC 1202